# العالمية التونسية (قناة)
العالمية التونسية (بالفرنسية: Tunisia World Television أو TWT)‏ هي قناة تلفزيونية تونسية سابقة خاصة. أطلقت القناة رسميا في 20 مارس 2013، عصام الخريجي، رئيس القناة، وفريقه، قدموا في بداية 2012 قائمة برامج القناة. أوقف بثها في 3 فبراير 2013 لأسباب مالية، وأعلنت عودتها للبث في 1 يونيو من نفس السنة. لكن القناة اختفت نهائيا، وأخذ ترددها في 28 يونيو 2014 من قبل قناة جديدة وهي فيرست تي في.

## البرامج
| البرنامج          | المقدم |
| ----------------- | ------ |
| Journal TWT       |        |
| تحقيقات الأحد     |        |
| يوميات سياسي      |        |
| بإسم القانون      |        |
| خبزولوجيا         |        |
| هدرة موش كي أختها |        |
| خدمة نهار         |        |
| TWT Motors        |        |
| Fast Sport        |        |